# Nemoria incognita
Nemoria incognita là một loài bướm đêm trong họ Geometridae.